# Pterolophia palawanica
Pterolophia palawanica là một loài bọ cánh cứng trong họ Cerambycidae.